# AS-104
AS-104 foi o nono voo teste não tripulado do Saturno I para o Programa Apollo da NASA. Lançado a partir do Cabo Kennedy em 25 de maio de 1965. Essa missão foi a segunda da série operacional com o Saturno I e pela quarta vez o modelo da nave Apollo foi carregado. O veículo também lançou o Satélite Pegasus 2. A missão foi similar à missão anterior (AS-103), exceto que um único conjunto do motor de controle de reação foi montado sobre o modelo do módulo de serviço (BP-26), que foi equipado para obter dados adicionais sobre a temperatura ambiental do lançamento.
Nesse conjunto, diferente da missão AS-101, onde dois dos quatro motores foi uma configuração do protótipo, todos os motores foram simulados. O lançamento foi normal e a carga foi introduzida na órbita aproximadamente 10.6 minutos após o lançamento. A trajetória e velocidade foram muito próximas à planejada. A nave Apollo se separou do Satélite Pegasus B 806 segundos após a decolagem e a montagem dos painéis para detecção e estudo da frequência de impactos de micro meteoritos começou após 1 minuto. Todos os objetivos da missão foram cumpridos com êxito.